# Contargo
 (février 2017).
Contargo GmbH & Co. KG est un prestataire de services de transport combiné multimodal qui organise le transport de conteneurs entre les ports de la façade maritime du Nord-Europe, de Dunkerque aux ports allemands, et leur hinterland européen. Pour cela, Contargo s'appuie sur le transport combiné, avec ses propres terminaux comme hub et ses propres services de transport par train, barge et camion.
Contargo transporte environ 2,1 millions EVP par an dans son réseau (24 terminaux, lignes maritimes intérieures et plusieurs lignes ferroviaires) sur le Rhin et ses principaux affluents jusqu'à la Suisse et la France.

## Domaines d'activité
- Gestion de terminaux à conteneurs trimodaux : Contargo exploite un réseau de terminaux dans l'hinterland des ports européens, le long du Rhin et de ses principaux affluents et canaux, jusqu'en Suisse ainsi qu'en France sur l’Escaut.
- Services de transport de conteneurs (fluvial, ferroviaire et routier)
- Dépôts de conteneurs vides
- Services de réparation de conteneurs
- Vente et location de conteneurs

## Histoire
Contargo est fondée en 2004 et rassemble les activités de différentes entreprises dans le domaine de la logistique hinterland de conteneurs dont certaines se consacraient déjà depuis 1976 au transport combiné barge/camion et à l'exploitation de terminaux à conteneurs.
En juillet 2016, Contargo a fondé Contargo Rail Services GmbH.
En janvier 2017, le terminal de Germersheim n'est plus exploité par Contargo.
En janvier 2017 également, Contargo a augmenté sa participation au terminal Rhein-Waal à Emmerich et l'a rebaptisé « Contargo Rhein-Waal-Lippe GmbH » en liaison avec le terminal de Voerde-Emmelsum.

## Filiales et participations (sélection)
- Contargo Rhein-Neckar GmbH, Ludwigshafen et Mannheim, Allemagne
- Contargo Rhein-Main GmbH, Coblence, Francfort, Gustavsburg,	Allemagne
- Contargo AG, Bâle, Suisse
- NWL Norddeutsche Wasserweg Logistik GmbH, Brême, Allemagne
- Container Terminal Dortmund GmbH, Dortmund, Allemagne
- Contargo Road Logistics B.V., Zwijndrecht, Pays-Bas et Hambourg,	Allemagne

- Contargo Rail Services GmbH, Mannheim, Allemagne

En France
- Contargo SARL, Ottmarsheim (Mulhouse), depuis 1983
- Contargo North France, Bruay-sur-l’Escaut (Valenciennes), depuis 1997
- Contargo Valenciennes Terminal, Bruay-sur-l’Escaut, depuis 2019
- LDCT, Dourges (prise de participation de 10 % en 2024)

## Historique de Contargo en France
En France, Contargo a d’abord été présent en Alsace avec des implantations à Ottmarsheim (Port de Mulhouse) et à Strasbourg, puis dans le Nord près de Valenciennes, avec un terminal à Bruay-sur-l'Escaut/St Saulve.
Contargo à Ottmarsheim puis à Strasbourg depuis 40 ans
La première implantation de Contargo en France, sous d'autres raisons sociales, date de 1983 à Ottmarsheim, sur le port de Mulhouse. Contargo y organise le transport multimodal de conteneurs par camion, train et barge et relie l'espace économique du Rhin supérieur aux ports d'Anvers et Rotterdam, avec plusieurs liaisons fluviales et ferroviaires hebdomadaires.
Changement de génération chez Contargo en Alsace : Depuis le 1er janvier 2025, Jean-Marc Sabetta, Gérant et Directeur de Contargo Sarl depuis 40 ans (bureaux à Ottmarsheim / 68 et Strasbourg / 67), a fait valoir ses droits à la retraite et a laissé son poste à Chris Hechinger.
Plus de 25 ans de présence de Contargo dans le Nord de la France
En tant qu’organisateur de transport combiné de conteneurs, Contargo relie les ports maritimes à leur hinterland du Nord de la France. En août 2008, Contargo a repris à 100 % Contargo Container Escaut Service (CCES).
A proximité de Valenciennes, Contargo exploite, depuis 2015, le terminal à conteneurs Escaut Valenciennes Container Terminal qui se situe dans le Top 3 des ports intérieurs français pour le trafic fluvial de conteneurs et à la première place en région Hauts-de-France. Il est situé dans la ville de Bruay-sur-l'Escaut.
A l’issue d’un appel d’offres européen, le Syndicat Mixte Docks Seine Nord Europe / Escaut a renouvelé sa confiance à Contargo pour l’exploitation du terminal sur une durée de quinze ans depuis le 1er janvier 2022.
En 2022, Contargo a transporté plus 80 000 EVP, en croissance de 30 % par rapport à 2021, et a réalisé plus de 25 millions d’euros de chiffre d’affaires, ce qui le positionne comme troisième opérateur de transport combiné en France. En tant que gestionnaire du terminal à conteneurs des Ports de Valenciennes, Contargo a enregistré une croissance de 36 % des conteneurs manutentionnés.
Sur les voies navigables des Hauts-de-France, Contargo a développé son offre de transport fluvial de conteneurs en 2023, en ajoutant des escales de ses navires à Dourges, au sud de Lille et en mettant en service une troisième barge au grand gabarit. Cela s’est traduit par une hausse de 1,5 % des volumes transportés par Contargo en 2023 par rapport à 2022.
Au cours de l’année 2024, Contargo a augmenté ses capacités de transport fluvial de 23 % en affrétant de nouvelles barges de grande capacité. Les volumes transportés par Contargo en 2024 ont ainsi augmenté de 7 % malgré la fermeture de l’Escaut pendant cinq semaines pour maintenance des écluses. Chaque semaine, Contargo offre huit liaisons aller-retour entre Valenciennes et Anvers et deux aller-retours avec Rotterdam. La plateforme de Dourges est également desservie deux à trois fois par semaine en lien avec les ports d’Anvers et Rotterdam.

## Environnement
En mai 2015, Contargo reçoit le prix Eco Performance pour son calculateur de tarifs IMTIS. En 2019, DAF et Contargo remportent le prix Green Truck Logistic Solution grâce à leurs tests de camions électriques.
En 2020, Contargo passe à l'énergie verte sur tous ses terminaux en Allemagne[réf. nécessaire].